# Liste der Kulturdenkmäler in Balesfeld
In der Liste der Kulturdenkmäler in Balesfeld sind alle Kulturdenkmäler der rheinland-pfälzischen Ortsgemeinde Balesfeld aufgeführt. Grundlage ist die Denkmalliste des Landes Rheinland-Pfalz (Stand: 27. Juni 2022).

## Denkmalzonen
| Bezeichnung             | Lage                                                               | Baujahr | Beschreibung                                                                                                | Bild |
| ----------------------- | ------------------------------------------------------------------ | ------- | --- | ---- |
| Denkmalzone Hauptstraße | Hauptstraße 2–6 und 8, Bergstraße 1 und 5a, Friedhofstraße 1a Lage | ab 1800 | ab etwa 1800 entstandener Ortsteil mit geschlossen erhaltenem Baubestand, erste Hälfte des 19. Jahrhunderts | BW   |

## Einzeldenkmäler
| Bezeichnung                           | Lage                           | Baujahr                | Beschreibung | Bild                           |
| ------------------------------------- | ------------------------------ | ---------------------- | --- | ------------------------------ |
| Brücke                                | Hauptstraße Lage               | 1812                   | Brücke über den Weiherbach; einbogiger Quaderbau, bezeichnet 1812                                                                                         | BW                             |
| Hofanlage                             | Hauptstraße 3 Lage             | frühes 19. Jahrhundert | Hofanlage, frühes 19. Jahrhundert bis Mitte des 19. Jahrhunderts; stattliches Wohn- und Gasthaus mit Krüppelwalmdach, bezeichnet 1806, Wirtschaftsgebäude | BW                             |
| Wohnhaus                              | Hauptstraße 6 Lage             | 1806                   | Wohnhaus, bezeichnet 1806 | BW                             |
| Katholische Filialkirche St. Antonius | Kapellenstraße Lage            | 1775                   | Saalbau, bezeichnet 1775 | weitere Bilder Fotos hochladen |
| Skulptur                              | Kapellenstraße, an Nr. 3 Lage  | 18. Jahrhundert        | Steinskulptur des hl. Antonius von Padua, wohl aus dem 18. Jahrhundert                                                                                    | Fotos hochladen                |
| Wegekreuz                             | südlich des Ortes im Wald Lage | 1677                   | Nischenkreuz, bezeichnet 1677 | BW                             |